# Кот-при-Великій Слевиці
Кот-при-Великій Слевиці (словен. Kot pri Veliki Slevici) — поселення в общині Велике Лаще, Осреднєсловенський регіон, Словенія. 
Висота над рівнем моря: 606,9 м.